# Leptomyrmex mjobergi
Leptomyrmex mjobergi é uma espécie de formiga do gênero Leptomyrmex.